# Noma Hirosi
Noma Hirosi (japánul: 野間 宏, Hepburn-átírással: Noma Hiroshi) (Kóbe, 1915. február 23. – Tokió, 1991. január 2.) japán prózaíró.
A Hjógo prefektúrabeli Kóbéban született, hithű buddhista családba. Francia irodalmat tanult a Kiotói Egyetemen, és már korán kapcsolatba került a baloldali mozgalmakkal. 1938-tól az oszakai városi tanácsnál dolgozott szociális munkásként, elsősorban a kisebbségi burakumin (érinthetetlen) közösségekkel tartotta a kapcsolatot. Három éven át katonáskodott a második világháborúban, előbb Kínában, majd a Fülöp-szigeteken. 1943-ban félévi börtönre ítélték pacifizmusért.
1946-ban publikálta első regényét Kurai e („Sötét festmény”) címmel, melyet áradó tudatfolyam-technikájáért „a háború utáni irodalom első hangjának” neveztek a kritikusok. 1947-ben kezdett bele több kötetes (és csak 1971-ben befejezett) Szeinen no va („Az ifjúság köre”) című regényébe, amelyben a burakuminok között szerzett tapasztalatait és a burakumin polgárjogi mozgalom történetét dolgozta fel. 1971-ben elnyerte vele a Tanizaki-díjat.
1947-től egészen 1964-es kizárásáig aktívan részt vett a Japán Kommunista Párt kulturális osztályának munkájában. 1952-es regénye, A légüres övezet (Sinkú csitai) a hadseregen belüli korrupcióval és brutalitással foglalkozik. 1975-ben részletes beszámolót tett közzé egy burakumin fiatal bírósági tárgyalásáról (Szajama szaiban, „A Szajama-tárgyalás”).
A Noma-díjat nem róla nevezték el.

## Magyarul megjelent művei
- A légüres övezet. Regény; ford., utószó Lomb Kató; Európa, Bp., 1964
- Az összeomlás érzése; in: Modern japán elbeszélők; Európa, Bp., 1967; vál., jegyz. Hani Kjoko, ford. Sz. Holti Mária (Dekameron)

## Lásd még
- Nakagami Kendzsi